# Santa Caterina (Concordia sulla Secchia)
Santa Caterina è una frazione del comune di Concordia sulla Secchia, in provincia di Modena, in Emilia-Romagna.

## Storia
Nel 1420 i frati agostiniani edificarono un convento in località Ballantina, nei pressi del bastione di Santa Caterina (che si trovava nell'attuale via Paglierine), probabilmente a seguito dello spostamento dell'alveo del fiume Secchia. In quella stessa zona venne costruito un ospitale per i pellegrini e gli infermi. Nel 1511 il convento ospitò il monaco agostiniano Martin Lutero, durante il suo viaggio verso Roma. Nel 1514 i frati si spostarono a Villa Florella e nel 1520 riedificarono la monastero nel luogo in cui si trova attualmente.
Il 2 aprile 1515 Giovanni Francesco II Pico attaccò Concordia, dopo essersi accampato con molti soldati presso il convento agostiniano di Santa Caterina, bombardando il bastione con un cannone, due mezzi cannoni, una mezza colubrina ed alcuni falconetti per espugnare la città. L'assalto fu respinto provocando 40 morti e 70 feriti, costringendo gli assedianti a ritirarsi a Villanova sulla strada verso Fossa. Il 6 giugno 1516 Gianfrancesco II Pico ritornò al bastione di Santa Caterina tentando di nuovo l'assalto al castello della Concordia; respinto, tornò alla carica il 12 giugno con un esercito di 1400 soldati: gli assediati concordiesi non poterono far altro che spargere - con successo - la notizia falsa di un imminente salvataggio da parte del Duca di Mantova, ottenendo la fuga dei nemici. L'8 gennaio 1520 Gianfrancesco II tentò un altro attacco con 1500 soldati, ma ancora una volta dovette ritirarsi dopo che 200 suoi soldati furono uccisi e molti feriti, a cui si aggiunse anche un'esondazione del fiume Secchia che ruppe il ghiaccio e portò via altri 100 uomini.
Nel 1702, durante la guerra di successione spagnola, l'esercito franco-spagnolo, già cacciato da Mirandola e dopo aver compiuto saccheggi nelle campagne di Concordia e Mirandola, tagliò l'argine del fiume Secchia a Santa Caterina per danneggiare ulteriormente il territorio con un'inondazione; l'episodio è tuttora ricordato dal nome della Via Taglio.
Nel 1930, dopo l'ultimazione del ponte di ferro alle Chiaviche di San Giovanni costruito per il passaggio della ferrovia Mirandola-Rolo, venne soppresso il traghetto a fune noto come "Al purtett", che collegava Santa Caterina e San Giovanni. La famiglia Pozzetti gestì il traghetto fino al 1918, poi messo all'asta. Nel 1919 la tariffa del pedaggio era 10 centesimi per le persone e 80 centesimi per i cavalli. Il ponte delle Chiaviche fu abbattuto nel 1980.
Durante la seconda guerra mondiale molti giovani e partigiani furono nascosti nel sottotetto della chiesa di Santa Caterina: per questo motivo il parroco don Marino Morandi fu arrestato e torturato nel carcere d Sant'Eufemia di Modena, e infine liberato su richiesta del vescovo Dalla Zuanna. Il 23 aprile 1945, dopo la liberazione di Concordia, l'esercito statunitense si accampa alla Sfilza di Santa Caterina.

## Monumenti e luoghi d'interesse
- Chiesa e convento di Santa Caterina d'Alessandria, originari del XIII-XIV secolo, furono ricostruiti nel 1520 da una comunità di frati agostiniani della Provincia Veneta, residenti nell'attiguo convento e che officiarono la chiesa sino al 1768, anno in cui la loro comunità ormai esigua fu soppressa dal duca Ercole III d'Este.[8] La chiesa rimase allora come curazia, alle dipendenze del parroco di Concordia don Giovanni Viani e ne fu comproprietario Ludovico Muratori. La chiesa di S. Caterina divenne curazia sussidiaria della collegiata di Concordia nel 1769. L'edificio subì notevoli restauri nel corso dei secoli XVIII e XIX. Nel 1821 la chiesa passò dalla diocesi di Reggio Emilia alla diocesi di Carpi e fu eretta a parrocchia solo nel 1953.[9] L'interno dell'edificio presenta un pregevole soffitto a cassettoni di legno intagliato della scuola mirandolese con 12 tele che rappresentano quattro evangelisti, quattro dottori della chiesa e quattro angeli e un altare con statua policroma della Madonna della Cintura; custodisce altresì il prezioso "Crocefisso miracoloso", che secondo una leggenda della fine del XVIII secolo, divenne pesantissimo nella zona nota come "La Sfilza" mentre il parroco di Concordia lo stava portando a Concordia, nonostante l'opposizione della popolazione, ridivenendo invece leggerissimo quando si decise di riportarlo alla chiesa di Santa Caterina. Tuttora, in occasione del venerdì Santo, si compie la processione in ricordo del presunto miracolo.[3] Nel mese di luglio si svolge la tradizionale sagra della Madonna della Cintura.[10]
- Edicola delle Abbriane, dedicata alla Madonna di Fátima, contiene le spoglie di don Giovanni Tamassia (1813-1885), parroco di Concordia.[11]
- Villa Margonara, risalente al XVI secolo.[12]